# بید علفی
بید علفی، علف خر، علف فر یا اپیلوبیوم گیاهی است پایا ریزومی خزنده که ساقه‌ای بلند و مستقیم دارد. درطب از برگهای این گیاه استفاده می‌شود. برگها را در هوای گرم و خشک و در سایه یا در خشک کن باحداکثر۴۰درجه حرارت خشک می‌کنند. برگهای خشک شده تا۲۰درصد تانن دارند. محتوی لعاب قند پکتین ویتامینc هستند. آنها روی سیستم اعصاب اثر آرامش بخش دارند و جوشانده و حتی دم کردهٔ آن برای سردرد و میگرن مصرف می‌شود. بامصرف آن شخص خواب آرام و مفید خواهد داشت. مردم شرق این گیاه را چای ایوان می‌نامند و به جای، چای معمولی مصرف می‌کنند. ریشهٔ این گیاه را می‌توان تازه جوید. جوشاندهٔ پودر آن در مصارف خارجی التیام بخش است. این گیاه عسل دهندهٔ بسیار خوبی است.